# Рітіанський терор
«Рітіанський террор» (також відомий під назвою Подвійне значення (англ. The Rithian Terror / Double Meaning) — науково-фантастичний роман американського письменника Деймона Найта. Роман — психологічний трилер, який розповідає про співробітника служби безпеки Землі в майбутньому, який переміщується в часі, щоб знайти шпигуна-прибульця. Вперше вийшов 1953 року, одна з перших книг, де описано безпілотник для спостереження.

## Сюжет
Події роману розпочинаються у 2521 році. Земля — домінуюча сила в Галактичній імперії, яка здійснює політику безжального завоювання або підриву інших чужопланетних рас, з якими стикається. Останніми є рітіанці, після декількох років підпільних переслідувань з боку Землі їм вдалося закинути на Землю групу шпигунів, замаскованих під людей. З часом всіх шпигунів, окрім одного, виявляють. Торн Шпенглер, співробітник служби безпеки, отримує завдання знайти останнього рітіанського шпигуна. Він звертається за допомогою до вихідця з «нецивілізованої» людської планети на околицях імперії, яка має добрі стосунки з рітіанцями. Основним джерелом напруги є конфлікт між цими двома: землянином, який жорстко слідує протоколам, та стороннім, відданим Землі, але зневажливим до того, що вважає закостенілою та декадентською цивілізацією.

## Історія видань
Вперше роман з’явився у виданні «Стартлінг сторіз» за січень 1953 року під назвою «Подвійне значення». 1965 року вийшов під назвою «Рітіанський террор» у видавництві Ейс дабл M113 як подвійне видання зі збіркою оповідань Найта «Поза центром». Після видання «Ейс дабл» роман передрукували під назвою «Подвійне значення» у Tor Double разом із «Золотими правилами Найта».